# Allan Louisy
Pour les articles homonymes, voir Louisy.
Allan Louisy, né le 5 septembre 1916 à Laborie et mort le 2 mars 2011 au même lieu, est un homme politique saint-lucien. Il est Premier ministre de 1979 à 1981.

## Biographie
Allan Louisy est tout d'abord été greffier à la Cour suprême puis juge suppléant (1946-50), juge senior à Antigua (1951-54), puis procureur de la couronne à Montserrat (1954-55) avant de d'être celui de la Dominique (1956-58). Sa carrière le mène par la suite en Jamaïque, où il est juge résident, puis juge à la Cour d’appel et suprême jusqu'en 1964.
Sa carrière politique commence en octobre 1973 (peu de temps après s’être retiré du poste de juge à la Cour d'appel) quand il se joint au Parti travailliste (SLP) alors dans l'opposition. C'est une époque de crise interne pour ce parti, alors que celui-ci est divisé sur le chapitre de la direction. Louisy se présente comme médiateur, afin de réunir les fractions à cohabiter, seulement à quelques mois des élections générales. Il y négocie l’admission de nouvelles têtes politiques au sein de ce parti farouchement conservateur et peut ainsi redorer le blason du SLP, depuis longtemps terni en raison des crises internes largement médiatisées. Lors des élections de mai 1974, il se présenta sous la bannière du SLP pour représenter son village natal de Laborie à l'Assemblée nationale. Le SLP perd par sept sièges contre dix aux mains du Parti uni des travailleurs (UWP), mais permet à Louisy d'obtenir le titre de chef l’opposition dans ce nouveau Parlement. Deux ans plus tard, les conflits de direction au sein du SLP n'étant toujours pas résolus, une convention nationale est organisée afin de décider une fois pour toutes d'un chef de parti, convention qui voit Louisy en sortir grand gagnant.
Les élections de juillet 1979, qui se tiennent quelques mois après la proclamation de l'indépendance, le font Premier ministre après que l'UWP perd celles-ci après avoir été pendant seize ans au pouvoir sous la houlette de John Compton. Son gouvernement est de courte durée, mais peut mettre en place la National Commercial Bank et la Banque de développement de Sainte-Lucie, en plus d'abolir plusieurs contraintes financières dans le domaine de la santé.
En avril 1981, le vice-Premier ministre George Odlum et trois députés travaillistes votent avec l'opposition contre le budget présenté par Louisy, ce qui entraîne sa démission le 4 mai. Il se retire de la vie politique et retourne dans la pratique privée du droit. Il meurt le 2 mars 2011 à l'âge de 94 ans.